# 诺福克红额鹦鹉
，又名紅額長尾鸚鵡，是諾福克島特有的一種鸚鵡。牠們曾被認為是紐西蘭黑額鸚鵡的亞種。牠們棲息亞熱帶或熱帶的低地潮濕森林及種植林。牠們受到失去棲息地的威胁。
紅額長尾鸚鵡於1994年只餘下4隻雌鳥及28-33隻雄鳥。但其數量後來急升至200-300隻。牠們只分佈在諾福克島國家公園及附近地方。
2015年，国际鸟盟认为它们属于紅額綠鸚鵡的一个异名，故将它们从世界自然保护联盟红色名录中被剔除。

## 外部連結
- BirdLife Species Factsheet （页面存档备份，存于）